# Kasteel Marchais
Het eerste kasteel van Marchais dateerde uit de periode van de Eerste Kruistocht en behoorde toe aan de baron van Eppes.
Het kasteel was een plaats waar de koningen van Frankrijk vaak langs kwamen die zich op pelgrimstocht begaven naar Notre-Dame-de-Liesse: de eerste was Karel VI van Frankrijk, vervolgens Lodewijk XI van Frankrijk, Frans I van Frankrijk op 28 augustus 1528 en in 1538. Grotendeels tot ruïne verworden, werd er rond 1540 een nieuw kasteel opgetrokken door Nicolas de Longueval, graaf van Bossut, opperintendant van financiën van Frans I, gouverneur van Champagne en Brie. Het was vervolgens het eigendom van de kardinaal van Lotharingen en aartsbisschop van Reims die er Hendrik II in het gezelschap van zijn koningin en zijn zonen ontvingen op 13 juni 1554. Hendrik keerde er naar terug in 1557 om de beëindiging van het beleg van Saint-Quentin voor te bereiden en vervolgens in juli 1558 om de troepen van de hertog van Guise te schouwen, troepen die zich uitstrekten op anderhalve mijl rond het kasteel. Hendrik II die er al reeds twee keer met zijn vader was geweest kwam daar in 1559 terug langs tijdens zijn pelgrimstocht naar Notre-Dame. Karel IX van Frankrijk verbleef drie keren in het kasteel, de eerste keer na zijn zalving te Reims, vervolgens in 1564 en 1566, telkens vergezeld door Catharina de' Medici, zijn moeder. Het had te lijden onder de gereformeerden die het gebied Laon bezetten en het meerdere keren plunderen alvorens de hertogin Henriette van Joyeuse het als weduwengoed verwierf en het in ere herstelde om Maria de' Medici in 1602 te kunnen ontvangen die Onze-Lieve-Vrouw kwam bedanken te Liesse-Notre-Dame, patroonheilige van de koningen van Frankrijk, voor de geboorte van de toekomstige koning Lodewijk XIII van Frankrijk. Dit was het laatste koninklijk bezoek en de familie de Guise zouden het niet meer bewonen. Opnieuw tot een ruïne verworden door de passage van troepen, kwam het in handen van de familie Condé die er echter nooit kwam.
Na de Franse Revolutie kwam het in het bezit van meerdere personen, onder andere in dat van de graaf van Pourtalès. Het werd in 1854 door de echtgenote van prins Karel III van Monaco, prinses Antoinette van Monaco, née Antoinette van Merode-Westerlo gekocht, die er meerdere keren zou verblijven. Het was vervolgens een rendez-vous-plaats voor de jacht voor Albert die er bijvoorbeeld Carlos van Portugal uitnodigde. Het kasteel is nog steeds eigendom van de familie Grimaldi van Monaco.
Omringd door zevenhonderd hectaren landbouwgebied, brak er een schandaal los in 2005 toen aan het licht kwam dat prins Albert II van Monaco ongeveer 300 000 euro ontving aan subsidies van de Europese Unie.
Het was op dit eigendom dat in juni 1906 Maurice Léger zich installeerde om zijn helikopter prototype op punt te stellen. Het steeg 80 cm op, met een piloot aan boord, op 13 juni 1907 en zijn veelbelovende pogingen hielden daarmee op.